# Michael P. Anderson
Michael Phillip Anderson (25 de diciembre de 1959-1 de febrero de 2003) fue un teniente coronel de la Fuerza Aérea de los Estados Unidos y astronauta de la NASA. Falleció en el accidente del transbordador espacial Columbia.

## Biografía
Michael Anderson nació en Plattsburgh, Nueva York, pero consideraba a Spokane, Washington como su ciudad natal. Fue teniente coronel de la Fuerza Aérea de los Estados Unidos (USAF) y como astronauta de la NASA tuvo el cargo de especialista de misión del STS-107 del Columbia.
Anderson murió en la tragedia del Columbia el 1 de febrero de 2003 sobre el sur de los Estados Unidos 16 minutos antes del aterrizaje, dejando esposa y dos hijas.

## Educación
Anderson se graduó en 1977 de la Preparatoria Cheney en la ciudad de Cheney, Washington. En 1981 obtuvo una licenciatura en ciencias para física y astronomía de la Universidad de Washington, y en 1990 un máster en ciencias físicas de la Universidad Creighton.

## Honores especiales
Graduado distinguido del curso de Oficiales de Comunicación Electrónica de la USAF. En 1983 recibió el Premio a la Excelencia Académica de las Asociaciones de Comunicaciones Electrónicas de las Fuerzas Armadas. También recibió el Premio por Logro Académico del Programa de Licenciatura de Entrenamiento de Pilotos de la USAF para la Clase 87-09 en la Base de la Fuerza Aérea en Vance, fue premiado con la Medalla al Servicio de Defensa Superior, la Medalla al Mérito del Servicio de la USAF, y la Medalla de Logro de la USAF con un "Oak Leaf Cluster".

## Experiencia

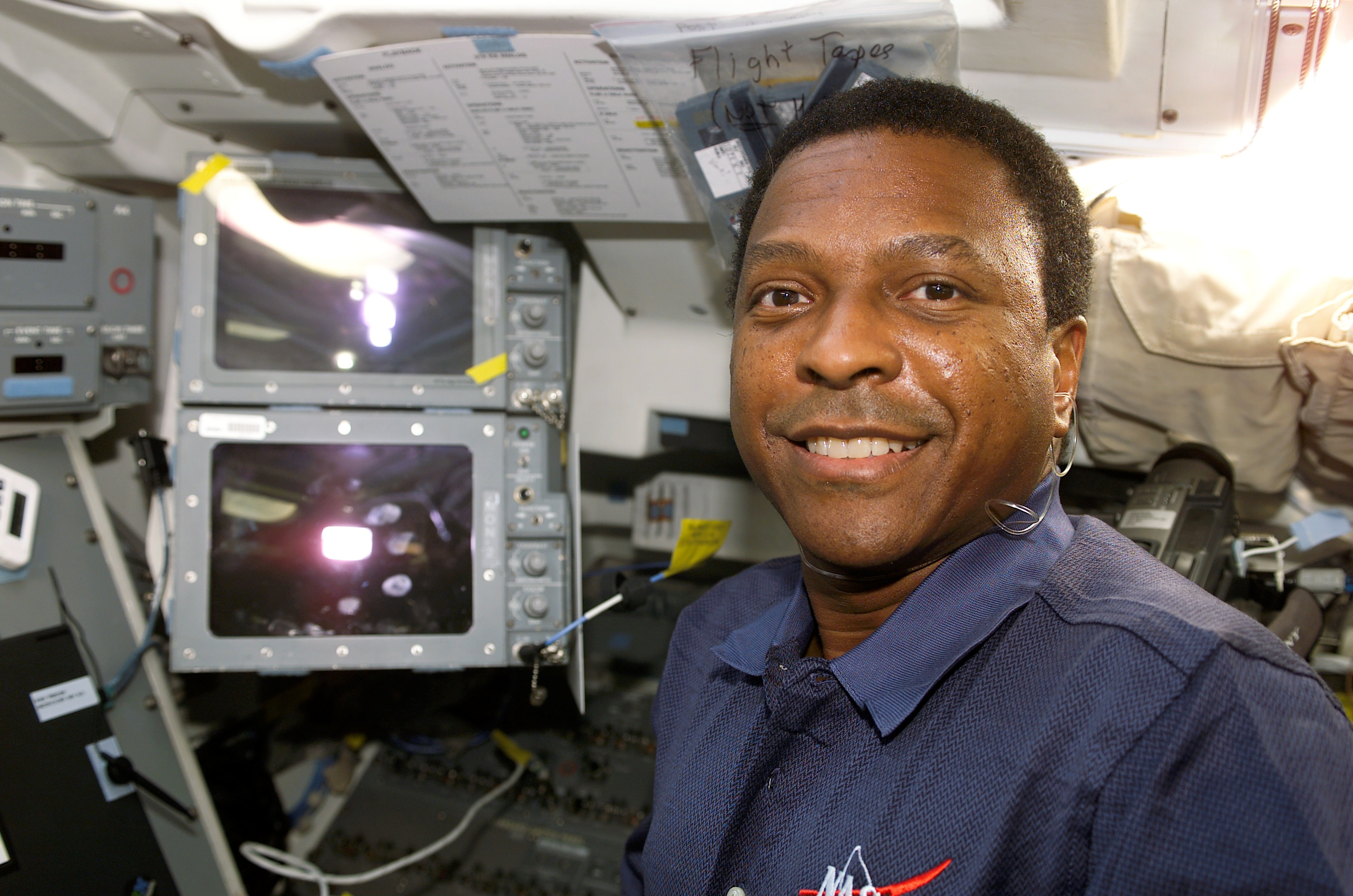
Anderson en la cabina del Columbia.

Anderson se graduó de la Universidad de Washington en 1981 y fue comisionado como segundo teniente. Después de terminar un año de entrenamiento técnico en la Base de la Fuerza Aérea (BFA) en Keesler, Misisipi fue enviado a la BFA en Randolph, Texas. En Randolph sirvió como Jefe de Mantenimiento de Comunicaciones para el Escuadrón de Comunicaciones 2015 y posteriormente como Director de Mantenimiento del Sistema de Información para el Grupo del Sistema de Información. En 1986 fue seleccionado para asistir el Entrenamiento de Pilotos en la BFA de Vancé, Oklahoma. Una vez graduado, fue asignado al Segundo Comando Aéreo y Escuadrón de Control en la BFA de Offutt, Nebraska como un piloto de EC 135. desde enero de 1991 hasta septiembre de 1992 sirvió como comandante aéreo e instructor de pilotos en el 920° Escuadrón de Reabastecimiento Aéreo en la BFA de Wutsmith, Míchigan. Desde septiembre de 1992 hasta febrero de 1995 fue asignado como un instructor de pilotos y oficial de tácticas en el Ala de Reabastecimiento Aéreo 380 en la BFA de Plattsburgh, Nueva York. Anderson registró más de 3000 horas de vuelo en varios modelos del KC-135 y el T-38A.

## Experiencia en la NASA
Michael Anderson fue seleccionado por la NASA en diciembre de 1994 y se presentó en el Centro Espacial Johnson en marzo de 1995. Anderson completó un año de entrenamiento y evaluación y calificó como especialista de misión. Primeramente Anderson fue asignado para deberes técnicos en la División de Apoyo de Vuelo de la Oficina de Astronautas. Realizó su primer vuelo espacial con la misión STS-89, su última misión fue la del STS-107 Columbia que terminó abruptamente el 1 de febrero de 2003. En total Anderson registró 24 días, 18 horas y 7 segundos en el espacio.

## Experiencia en vuelos espaciales
Misión STS-89 Endeavour (22-31 de enero de 1998), fue la octava misión del Transbordador con la estación espacial Mir. En el quinto y último intercambio de un astronauta estadounidense, la misión STS-89 llevó a Andy Thomas a la Mir y regresó con David Wolf. La duración de la misión fue de 8 días, 19 horas y 47 segundos, viajando 5,8 millones de kilómetros en 138 órbitas terrestres.
Misión STS-107 Columbia (16 de enero-1 de febrero de 2003). Esta misión de 16 días de duración estuvo dedicada a la investigación científica a la cual se le destinó las 24 horas del días en dos turnos alternantes. La tripulación llevó a cabo y de manera exitosa cerca de 80 experimentos. La misión terminó en tragedia cuando el transbordador espacial Columbia se desintegró durante la reentrada sobre el cielo del suroeste de los Estados Unidos cuando sólo faltaban 16 minutos para el aterrizaje. La causa de esta tragedia tuvo origen el día del lanzamiento cuando un trozo de espuma aislante del Tanque Externo se desprendió y dañó la parte inferior del ala izquierda del Orbitador arrancando algunas losetas de protección térmica. En el día de la reentrada la ausencia de estas losetas ocasionaron el recalentamiento de la estructura interna provocando la desestabilización y consecuentemente desintegración de la nave matando a sus 7 tripulantes.

## Fuente
- http://www.jsc.nasa.gov/Bios/htmlbios/anderson.html

- Datos: Q318542
- Multimedia: Michael Philip Anderson / Q318542